# 크파즈요르 시립경기장
크파즈요르 시립경기장(아랍어: الملعب البلدي كفرجوز, 영어: Kfarjoz Municipal Stadium)은 레바논 나바티예에 있는 다목적 경기장이다. 현재는 주로 샤바브 알가지의 홈구장으로 사용된다.